# Hermann Haering
Hermann Haering (* 4. Mai 1886 in Stuttgart; † 18. Dezember 1967 in Köngen) war ein deutscher Historiker, Bibliothekar und Archivar.

## Leben und Wirken
Hermann Haering, Sohn des Tübinger Theologieprofessors Theodor von Haering (1848–1928), studierte Geschichte, Germanistik und Lateinische Philologie an den Universitäten Tübingen, Bonn, Freiburg/Br. und Berlin, wo er 1910 promoviert wurde. In Tübingen wurde er Mitglied der Studentenverbindung Luginsland. Seit 1910 war er wissenschaftlicher Hilfsarbeiter am Generallandesarchiv Karlsruhe. Nach dem Kriegsdienst im Ersten Weltkrieg war er von 1919 bis 1933 Bibliothekar an der Universitätsbibliothek Tübingen (seit 1922 stellvertretender Direktor) und widmete sich hier vor allem der Handschriftenabteilung und dem Universitätsarchiv. Im Jahre 1933 wechselte er als Archivar nach Stuttgart und leitete hier die Württembergische Archivdirektion und das Staatsarchiv Stuttgart. 1935 wurde er außerdem Vorsitzender des Württembergischen Geschichts- und Altertumsvereins und 1936 der Württembergischen Kommission für Landesgeschichte. Nach seiner 1945 erfolgten Entlassung aus dem Staatsdienst durch die amerikanische Militärregierung kümmerte er sich um das Archiv der Evangelischen Landeskirche Württembergs.
Große Verdienste erwarb sich Haering durch die Herausgabe und Bearbeitung der 9. Auflage der von Friedrich Christoph Dahlmann und Georg Waitz begründeten „Quellenkunde der deutschen Geschichte“, die 1931/1932 erschien.
Der Nachlass von Hermann Haering, darunter 136 Bände Tagebücher aus den Jahren von 1898 bis 1967, befindet sich im Hauptstaatsarchiv Stuttgart (Signatur J 40/15).
Sein Bruder war der Tübinger Philosophieprofessor Theodor Lorenz Haering (1884–1964).

## Schriften (Auswahl)
- Der Reichskrieg gegen Graf Eberhard den Erlauchten von Württemberg in den Jahren 1310–1316 und seine Stellung in der allgemeinen deutschen Geschichte. In: Württembergische Jahrbücher für Statistik und Landeskunde. Jahrgang 1910 (1911), S. 43–70 (Zugleich: Dissertation).
- Die Geschichte der Hinterlassenschaft eines Tillyschen Offiziers. In: Archiv für Kulturgeschichte. Jahrgang 11 (1914), S. 486–494.
- Die Organisierung von Landwehr und Landsturm in Baden in den Jahren 1813 und 1814. In: Zeitschrift für die Geschichte des Oberrheins. Band 49 (1914), S. 267–316.
- Die Palatina-Bände des Thesaurus Picturarum der Großherzogl. Hofbibliothek in Darmstadt. In: Badische Historische Kommission: Mitteilungen. Band 36 (1914), S. 112–119.
- Varnhagen und seine diplomatischen Berichte aus Karlsruhe 1816–1819. In: Zeitschrift für die Geschichte des Oberrheins. Band 36 (1921), S. 52–86 und S. 129–170.
- Zur neueren Geschichte des deutschen Bürgertums. In: Preußische Jahrbücher. Band 187/188 (1922), S. 80–105.
- Über das Registraturschema der wissenschaftlichen Bibliothek. In: Zentralblatt für Bibliothekswesen. Jahrgang 41 (1924), S. 291–296.
- Die Zukunft des Dahlmann-Waitz. In: Historische Zeitschrift, Band 136 (1927), S. 266–289.
- Über Treitschke und seine Religion. In: Aus Politik und Geschichte. Gedächtnisschrift für Georg von Below. Dt. Verlagsges. für Politik und Geschichte, Berlin 1928, S. 218–279.
- (als Herausgeber): Quellenkunde der deutschen Geschichte, 2 Bände, 9. Auflage, Koehler, Leipzig 1931–1932 („Dahlmann-Waitz“).
- Landesgeschichte als Reichsgeschichte (Karl Weller zum 70. Geburtstag). In: Historische Zeitschrift. Band 155 (1936), S. 542–562.
- Über Schiller als Deutschen, Schwaben und Württemberger. In: Hans Bihl (Hrsg.): Beiträge zur Geschichte, Literatur und Sprachkunde vornehmlich Württemberg. Festgabe für Karl Bohnenberger, Tübingen, zum 75. Geburtstag, 26. August 1938, dargebracht von Freunden, Kollegen und Schülern. Mohr, Tübingen 1938, S. 170–208.
- Friedrich Hölderlin. In: Ernst Müller: Stiftsköpfe. Schwäbische Ahnen des deutschen Geistes aus dem Tübinger Stift, Salzer, Heilbronn 1938, S. 258–297.
- Ludwig Timotheus Spittler. In: Schwäbische Lebensbilder. Band 1 (1940), S. 514–538.
- Schiller und Hölderlin. In: Zeitschrift für Württembergische Landesgeschichte. Jahrgang 4 (1940), S. 157–170.
- Über Ludwig Timotheus Spittler. In: Zeitschrift für Württembergische Landesgeschichte. Jahrgang 4 (1940), S. 107–156.
- Ludwig Friedrich Heyd. In: Schwäbische Lebensbilder. Band 2 (1941), S. 216–228.
- Johann Christian Pfister. In: Schwäbische Lebensbilder. Band 3 (1942), S. 418–438.
- Hundert Jahre Württembergischer Geschichts- und Altertumsverein (1843–1943). In: Zeitschrift für Württembergische Landesgeschichte, Jg. 7 (1943), S. 1–6.
- Württemberg und das Reich in der Geschichte. In: Zeitschrift für Württembergische Landesgeschichte. Jahrgang 7 (1943), S. 294–322.
- Stamm und Territorien in der schwäbischen Kirchengeschichte. In: Blätter für württembergische Kirchengeschichte. Jahrgang 1949, S. 28–53.
- Der Geschichtsforscher Karl Weller (1866–1943). Mit Bild und Schriftenverzeichnis. Quell-Verlag, Stuttgart 1949.
- Johannes Vergenhans, genannt Nauclerus. Erster Rektor der Universität Tübingen und ihr langjähriger Kanzler, Verfasser einer Weltchronik 1425–1510. In: Schwäbische Lebensbilder. Band 5 (1950), S. 1 ff.
- Besuche der Söhne. Klotz, Stuttgart 1952.
- Gegenwartsnöte der Bibliographie der Deutschen Geschichte. In: Die Welt als Geschichte. Jahrgang 1952, S. 55–60.
- Über Biographik im Rahmen der Historik. In: Die Welt als Geschichte. 1953, S. 167–178.
- Prolegomena zu einer Schilderung des Lebens und der Theologie Theodor Haerings (1848–1928). In: Blätter für württembergische Kirchengeschichte. Jahrgang (1954), S. 156–179.
- Inwieweit kann der Historiker von Stammesart sprechen? (Schwaben, Franken). In: Württembergisch-Franken. N.F. 30 (1955), S. 3–19.
- Gustav Hoffmann 1875–1952. Pfarrer und Historiker. In: Blätter für württembergische Kirchengeschichte. Jahrgang 1955, S. 130–142.
- Schwäbische und württembergische Geschichte in Lebensbildern. In: Schwäbische Heimat. Jahrgang 10 (1959), S. 23–28.
- Zum Gedächtnis an D. Dr. Martin Leube, gestorben 18. Juli 1961. In: Blätter für württembergische Kirchengeschichte. Jahrgang 1962, S. 3–6.
- Theodor Haering 1848–1928. Christ und systematischer Theologe. Ein Lebens- und Zeitbild. Kohlhammer, Stuttgart 1963.
- Karl Weller. Gedenkrede. In: Württembergisch-Franken. Jahrgang 51 (1967), S. 3–13.
- Gedanken und Erfahrungen aus der Laufbahn eines Historikers. In: Zeitschrift für württembergische Landesgeschichte. Jahrgang 1967, S. 1–17.